# جوزپه بناتی
جوزپه بناتی (ایتالیایی: Giuseppe Bennati؛ ‏ ۴ ژانویهٔ ۱۹۲۱ – ۲۶ سپتامبر ۲۰۰۶) کارگردان فیلم و فیلم‌نامه‌نویس اهل ایتالیا بود.
از فیلم‌هایی که وی در آن‌ها نقش داشته است، می‌توان به قاتل نه صندلی رزرو کرد اشاره نمود.